# The New Adventures of Gilligan
The New Adventures of Gilligan är en amerikansk tecknad TV-serie som sändes mellan åren 1974 och 1977. Det är en spinoff-serie till komediserien Gilligan's Island som gick under mitten av 1960-talet. Likt sin föregångare har The New Adventures of Gilligan aldrig visats i Sverige, och det är skådespelarna från originalserien som gör rösterna till sina respektive karaktärer i den tecknade versionen. 